# Mỹ Hòa, Bình Minh
Mỹ Hòa là một xã thuộc thị xã Bình Minh, tỉnh Vĩnh Long, Việt Nam.

## Địa lý
Xã Mỹ Hòa có diện tích 23,45 km², dân số năm 2012 là 14.787 người, mật độ dân số đạt 630 người/km².

## Hành chính
Xã Mỹ Hòa được chia thành 10 ấp: Mỹ An, Mỹ Hưng 1, Mỹ Hưng 2, Mỹ Khánh 1, Mỹ Khánh 2, Mỹ Lợi, Mỹ Phước 1, Mỹ Phước 2, Mỹ Thới 1, Mỹ Thới 2.